# Tour de l’Avenir 2016
Die 53. Tour de l’Avenir 2016 war ein französisches Straßenradrennen für Junioren und U23-Fahrer. Das Etappenrennen fand vom 20. bis zum 27. August 2016 statt. Zudem gehörte das Radrennen zur UCI Europe Tour 2016 und zum UCI Nations’ Cup U23 2016. Es wurde in der Kategorie 2.Ncup eingestuft und gilt als die Tour de France für Nachwuchsfahrer.

## Teilnehmende Mannschaften
| Nationalmannschaften Italien Deutschland Österreich Vereinigte Staaten Kolumbien Dänemark Polen Slowenien | Norwegen Australien Marokko Russland Japan Südafrika Belgien Niederlande | Frankreich Schweiz Kasachstan Tschechien Spanien Vereinigtes Königreich Luxemburg |
| Vereine Centre Mondial du Cyclisme                                                                        |                                                                          |                                                                                   |

## Etappen
| Etappe    | Datum    | Etappenorte                                      | type                 | Länge (km) | Etappensieger           | Gesamtführender         |
| --------- | -------- | ------------------------------------------------ | -------------------- | ---------- | ----------------------- | ----------------------- |
| 1. Etappe | 20. Aug. | Le Puy-en-Velay – Veauche                        | Flachetappe          | 137,7      | Vincenzo Albanese       | Vincenzo Albanese       |
| 2. Etappe | 21. Aug. | Montrond-les-Bains – Trévoux                     | Flachetappe          | 156,6      | Amund Grøndahl Jansen   | Amund Grøndahl Jansen   |
| 3. Etappe | 22. Aug. | Bourg-en-Bresse – Autun                          | Hügelige Etappe      | 171,4      | Kristoffer Halvorsen    | Amund Grøndahl Jansen   |
| 4. Etappe | 23. Aug. | Lugny – Lugny                                    | Einzelzeitfahren     | 16,5       | Adrien Costa            | Amund Grøndahl Jansen   |
| 5. Etappe | 24. Aug. | Scionzier – Les Carroz d'Arâches                 | Mittelschwere Etappe | 97,8       | Jhon Anderson Rodríguez | Nico Denz               |
| 6. Etappe | 25. Aug. | Saint-Gervais-les-Bains – Tignes                 | Hochgebirgsetappe    | 123,6      | David Gaudu             | Jhon Anderson Rodríguez |
| 7. Etappe | 26. Aug. | Val-d’Isère – Valmeinier                         | Hochgebirgsetappe    | 121,1      | Nick Schultz            | David Gaudu             |
| 8. Etappe | 27. Aug. | Saint-Michel-de-Maurienne – Saint-Sorlin-d'Arves | Hochgebirgsetappe    | 72         | Neilson Powless         | David Gaudu             |

## Gesamtwertung
| \| Gesamtwertung \| Gesamtwertung \| Gesamtwertung \| Gesamtwertung \| Gesamtwertung \| \| Fahrer \| Fahrer \| Land \| Team \| Zeit \| \| ------------- \| ------------------ \| ---------------------- \| ---------------------- \| ---------------- \| \| 1. \| David Gaudu \| Frankreich \| Frankreich U23 \| 23 h 31 min 51 s \| \| 2. \| Edward Ravasi \| Italien \| Italien U23 \| + 24 s \| \| 3. \| Adrien Costa \| Vereinigte Staaten \| Vereinigte Staaten U23 \| + 1 min 23 s \| \| 4. \| Egan Bernal \| Kolumbien \| Kolumbien U23 \| + 2 min 46 s \| \| 5. \| Jai Hindley \| Australien \| Australien U23 \| + 3 min 09 s \| \| 6. \| Tao Geoghegan Hart \| Vereinigtes Königreich \| Großbritannien U23 \| + 4 min 16 s \| \| 7. \| Michael Storer \| Australien \| Australien U23 \| + 4 min 50 s \| \| 8. \| Michal Schlegel \| Tschechien \| Tschechien U23 \| + 5 min 15 s \| \| 9. \| Harm Vanhoucke \| Belgien \| Belgien U23 \| + 6 min 39 s \| \| 10. \| Cristian Rodríguez \| Spanien \| Spanien U23 \| + 8 min 34 s \| \| 11. \| Pavel Sivakov \| Russland \| Russland U23 \| + 9 min 51 s \| \| 12. \| Artjom Nytsch \| Russland \| Russland U23 \| + 10 min 24 s \| \| 13. \| Matteo Fabbro \| Italien \| Italien U23 \| + 10 min 51 s \| \| 14. \| Antwan Tolhoek \| Niederlande \| Niederlande U23 \| + 13 min 29 s \| \| 15. \| Markus Freiberger \| Österreich \| Österreich U23 \| + 16 min 09 s \| |                    |                        |                        |                  |
| |                    |                        |                        |                  |
| Quelle: ProCyclingStats |                    |                        |                        |                  |
| Gesamtwertung |                    |                        |                        |                  |
| Fahrer | Fahrer             | Land                   | Team                   | Zeit             |
| 1. | David Gaudu        | Frankreich             | Frankreich U23         | 23 h 31 min 51 s |
| 2. | Edward Ravasi      | Italien                | Italien U23            | + 24 s           |
| 3. | Adrien Costa       | Vereinigte Staaten     | Vereinigte Staaten U23 | + 1 min 23 s     |
| 4. | Egan Bernal        | Kolumbien              | Kolumbien U23          | + 2 min 46 s     |
| 5. | Jai Hindley        | Australien             | Australien U23         | + 3 min 09 s     |
| 6. | Tao Geoghegan Hart | Vereinigtes Königreich | Großbritannien U23     | + 4 min 16 s     |
| 7. | Michael Storer     | Australien             | Australien U23         | + 4 min 50 s     |
| 8. | Michal Schlegel    | Tschechien             | Tschechien U23         | + 5 min 15 s     |
| 9. | Harm Vanhoucke     | Belgien                | Belgien U23            | + 6 min 39 s     |
| 10. | Cristian Rodríguez | Spanien                | Spanien U23            | + 8 min 34 s     |
| 11. | Pavel Sivakov      | Russland               | Russland U23           | + 9 min 51 s     |
| 12. | Artjom Nytsch      | Russland               | Russland U23           | + 10 min 24 s    |
| 13. | Matteo Fabbro      | Italien                | Italien U23            | + 10 min 51 s    |
| 14. | Antwan Tolhoek     | Niederlande            | Niederlande U23        | + 13 min 29 s    |
| 15. | Markus Freiberger  | Österreich             | Österreich U23         | + 16 min 09 s    |

## Wertungstrikots
| Etappe         | Etappensieger           | Gesamtwertung           | Punktewertung     | Bergwertung             | Teamwertung |
| -------------- | ----------------------- | ----------------------- | ----------------- | ----------------------- | ----------- |
| 1              | Vincenzo Albanese       | Vincenzo Albanese       | Vincenzo Albanese | Vincenzo Albanese       | Italien     |
| 2              | Amund Grøndahl          | Amund Grøndahl          | Amund Grøndahl    | Vincenzo Albanese       | Norwegen    |
| 3              | Kristoffer Halvorsen    | Amund Grøndahl          | Amund Grøndahl    | David Per               | Norwegen    |
| 4              | Adrien Costa            | Amund Grøndahl          | Amund Grøndahl    | David Per               | Deutschland |
| 5              | John Anderson Rodríguez | Nico Denz               | Amund Grøndahl    | John Anderson Rodríguez | Deutschland |
| 6              | David Gaudu             | John Anderson Rodríguez | Amund Grøndahl    | John Anderson Rodríguez | Australien  |
| 7              | Nick Schultz            | David Gaudu             | Vincenzo Albanese | John Anderson Rodríguez | Australien  |
| 8              | Neilson Powless         | David Gaudu             | Vincenzo Albanese | Lucas Hamilton          | Australien  |
| Wertungssieger | Wertungssieger          | David Gaudu             | Vincenzo Albanese | Lucas Hamilton          | Australien  |